# Politikåret 1924

## Händelser

### Januari
- 22 januari - Ramsay MacDonald efterträder Stanley Baldwin som Storbritanniens premiärminister, och blir första Labourpartist någonsin att sitta på den posten.[1]

### Mars
- 15 mars - Sverige erkänner Sovjetunionen, och ett handelsavtal mellan länderna undertecknas.

### April
- 23 april - Thorvald Stauning efterträder Niels Neergaard som Danmarks statsminister.[2]

### Juli
- 25 juli - Johan Ludwig Mowinckel efterträder Abraham Berge som Norges statsminister.[3]

### Oktober
- 18 oktober - Hjalmar Branting efterträder Ernst Trygger som Sveriges statsminister.[4]

### November
- 4 november - Stanley Baldwin efterträder Ramsay MacDonald som Storbritanniens premiärminister.[1]
- 26 november - Folkrepubliken Mongoliet utropas.[5]

## Val och folkomröstningar
- 19-21 september – Sverige går till andrakammarval.
- 4 november - Republikanen Calvin Coolidge väljs om som president i USA.
- 5 december - Storbritannien får till parlamentsval. Conservative Party vinner en klar majoritet, medan Labour går tillbaka något och Liberal Party går ner från 158 till 40 mandat. Den konservative partiledaren Stanley Baldwin bildar ny regering.

## Organisationshändelser
- 9 januari - Det svenska Frisinnade folkpartiet bildas, knutet till Frisinnade landsföreningen.

## Födda
- 29 februari – Carlos Humberto Romero, El Salvadors president 1977–1979.
- 9 april – Joseph Nérette, Haitis president 1991–1992.
- 12 juni – George H.W. Bush, USA:s president 1989–1993.
- 15 juni – Ezer Weizman, Israels president 1993–2000.
- 3 juli – Sellapan Ramanathan, Singapores president 1999–2011.
- 12 augusti – Mohammad Zia ul-Haq, Pakistans president 1978–1988.
- 1 oktober – Jimmy Carter, USA:s president 1977–1981.
- 7 december – Mário Soares, Portugals president 1986–1996.

## Avlidna
- 28 januari – Teófilo Braga, Portugals president 1915.
- 3 februari – Woodrow Wilson, USA:s president 1913–1921.
- 15 mars – Wollert Konow, Norges statsminister 1910–1912.
- 31 mars – Nilo Peçanha, Brasiliens president 1909–1910.
- 19 september – Hannibal Sehested, Danmarks konseljpresident 1900–1901.
- 24 september – Manuel Estrada Cabrera, Guatemalas president 1898–1920.
- 4 december – Cipriano Castro, Venezuelas president 1899–1908.

### Fotnoter
1. 1 2  ”United Kingdom” (på engelska). World Statesmen. http://www.worldstatesmen.org/United_Kingdom.html. Läst 1 augusti 2015.
2. ↑  ”Denmark” (på engelska). World Statesmen. http://www.worldstatesmen.org/Denmark.html. Läst 2 augusti 2015.
3. ↑  ”Norway” (på engelska). World Statesmen. http://www.worldstatesmen.org/Norway.htm. Läst 2 augusti 2015.
4. ↑  ”Sweden” (på engelska). World Statesmen. http://www.worldstatesmen.org/Sweden.html. Läst 7 november 2012.
5. ↑  ”Mongolia” (på engelska). World Statesmen. http://worldstatesmen.org/Mongolia.htm. Läst 9 november 2012.